# Academia Nacional de Policía de Honduras General José Trinidad Cabañas
La Academia Nacional de Policía de Honduras General José Trinidad Cabañas, es una escuela policial creada el 2 de enero de  1976.

## Objetivo
Impartir la educación necesaria a todos los que se dediquen a la carrera policial, o que están en ella deban ampliar, unificar y actualizar sus conocimientos profesionales para investigar y desarrollar doctrinas policiales que garanticen el fiel cumplimiento de la misión encomendada a la Policía Nacional de Honduras.

## Generalidades de la academia policial
El Estado de Honduras fue creado como tal en 1824, previa declaración de independencia de la corona española en 1821 junto a los demás estados centroamericanos; en la primera constitución política emitida en 1825, se declara la seguridad y protección de los ciudadanos hondureños, para tal fin fue creado un ejército, mientras que la policía en sí, fue parte del mismo y ha tenido una evolución institucional dentro de las jerarquías castrenses desde mediados del siglo XIX, la policía nacional ha ido reestructurándose con el paso de los años y tomados los nombres siguientes: Gendarmería nacional, Guardia Civil, Cuerpo Especial de Policía (CES), Fuerza de Seguridad Pública (FUSEP) hasta 1994, que es el año cumbre cuando se transforma en la actual y moderna Policía Nacional de Honduras.
En 1975 se aprobó la creación de la presente academia policial bautizara con el nombre del prócer General de brigada José Trinidad Cabañas como símbolo de hidalguía, humildad, amor y servicio a la patria, la Academia Policial abrió sus puertas en 1976 y en 1977 se aprobó el ingreso de personal femenino a la Policía de Honduras. Para 1985 la academia se consolida como el centro de formación profesional de policías hondureños y modernizándose aún más en 2015 cuando se convierte en centro bilingüe y equipado con laboratorios para los futuros policías técnicos forenses.

## Requisitos y procedimiento de ingreso
Para ser alumnos los candidatos, ser hondureño/hondureña por nacimiento e hijo de padres hondureños, tener título de educación media aceptado por la educación superior, tener una edad comprendida entre los 18 a 23 años, (cumplidos a la fecha de ingreso), Tener una estatura de 170 cm los hombres y 165 cm las mujeres, ser soltero y haberlo sido y no tener hijos, situación que deberá mantenerse durante su instrucción en la institución, no poseer tatuajes de ninguna índole ni haberlos tenido en ninguna parte del cuerpo, no adolecer de ningún impedimento físico, no poseer perforaciones en su lobulosa (pabellón de la oreja) ni otras partes del cuerpo que indiquen prácticas que contradicen las buenas costumbres (hombres), no haber tenido Piercing (mujeres), no tener antecedentes penales ni juicios, ni ser reingreso de otra academia de formación de oficiales, no haber cesado en algún cargo público o privado por despido, debido a faltas disciplinarias o delito alguno y aprobar las evaluaciones médicas, físicas y sicométricas.

## Programa de estudio
El aspirante previamente ingresado será internado en el centro de instrucción policial por espacio de cuatro años, en donde recibirá los cursos correspondientes de capacitación de la carrera policial, criminología, investigación, etc.
| Años de estudio  | Grado              |
| ---------------- | ------------------ |
| 1° - 2° - 3° año | Cadete             |
| 4° año           | Alférez de policía |

El subinspector de policía egresado y con Licenciatura en Ciencias Policiales o en su caso Licenciado en Investigación Criminal, podrá ingresar a la Universidad Nacional de Policía de Honduras (UNPH) para continuar con sus estudios superiores de máster o doctorado.

## Cuadro de Directores
- Leonel Sauceda, (2010-2012)
- Norman Elí Ventura Henríquez, (2012-2015)
- Javier Díaz Herrera, (2015- 2018)
- Rony Javier Escobar Urtecho (2020-2021)
- Marlon Agustín Vásquez Palma (2021-2022)
- Darío Manfredo Mejía Díaz (2022-Actual)